# Viktor Sinjak
Viktor Anatol'evič Sinjak (in russo Виктор Анатольевич Синяк?; Minsk, 5 maggio 1970) è un ex sollevatore sovietico, poi bielorusso, che ha gareggiato nella categoria dei pesi gallo (fino a 56/59 kg.).

## Carriera
Nel 1991 Viktor Sinjak vinse la medaglia d'argento ai Campionati europei di Władysławowo con 270 kg. nel totale, alle spalle del turco ex connazionale Hafız Süleymanoğlu (272,5 kg.).
Dopo la dissoluzione dell'Unione Sovietica continuò a gareggiare per la Bielorussia, per la quale partecipò alle Olimpiadi di Atlanta 1996 nella categoria fino a 59 kg., terminando al 12º posto finale con 250 kg. nel totale.